# Пожар у Смирни
Пожар у Смирни (грч.: Καταστροφη της σμυροφη της σμυρνης; јерм.: զրդեհնիոյ մեծ հրդեհ) је уништио је велики део лучког града из Смирне (данашњи Измир, Турска) у септембру 1922. Извештаји очевидаца наводе да је пожар почео 13. септембра 1922. и трајао све док није у великој мери угашен 22. септембра. Почео је четири дана након што је турска војска заузела град 9. септембра, чиме је фактички окончан грчко-турски рат, више од три године након искрцавања трупа грчке војске у Смирну 15. маја 1919. Процењени број погинулих Грка и Јермена као последица пожара распону од 10.000 до 125.000.
Отприлике 80.000 до 400.000 грчких и јерменских избеглица нагурало се на обалу да би побегли од пожара. Били су приморани да тамо остану у тешким условима скоро две недеље. Турске трупе и нерегуларне снаге су почеле да врше масакре и зверства над грчким и јерменским становништвом у граду пре избијања пожара. Многе жене су силоване. Десетине хиљада грчких и јерменских мушкараца је касније депортовано у унутрашњост Анадолије, где је већина њих умрла у тешким условима.
Ватра је потпуно уништила грчку и јерменску четврт града; муслиманске и јеврејске четврти избегле су штете. Постоје различити извештаји и извештаји очевидаца о томе ко је одговоран за пожар; већина извора и научника то приписује турским војницима који су палили грчке и јерменске куће и предузећа, док неколико протурских извора сматра да су Грци и Јермени подметнули ватру или да би нарушили углед Турака или ускратити им приступ њиховим бившим домовима и пословима. Сведочења западних очевидаца штампана су у многим западним новинама.

## Позадина
Однос хришћанског и муслиманског становништва остаје предмет спора, али је град био мултикултурални и космополитски центар до септембра 1922. године. Различити извори тврде да или Грци или Турци чине већину у граду. Према Кетрин Елизабет Флеминг, 1919–1922. Грка у Смирни је било 150.000, чинећи нешто мање од половине становништва, надмашујући Турке у односу два према један. Поред Турака и Грка, у граду су постојале значајне јерменске, јеврејске и левантинске заједнице. Према Труди Ринг, пре Првог светског рата, само Грци су бројали 130.000 од 250.000 становника, искључујући Јермене и друге хришћане.
Према османском попису из 1905. било је 100.356 муслимана, 73.636 православних хришћана, 11.127 јерменских хришћана и 25.854 осталих; ажурирани подаци за 1914. дали су 111.486 муслимана у поређењу са 87.497 православних хришћана.
Према тадашњем амбасадору САД у Отоманском царству Хенрију Моргентау, више од половине становништва Смирне су били Грци. Тадашњи амерички генерални конзул у Смирни Џорџ Хортон писао је да је пре пожара у граду Смирни живело 400.000 људи, од којих је 165.000 Турака, 150.000 Грка, 25.000 Јевреја, 25.000 Јермена, 10.000 Италијана, 3.000 Француза, 2.000 Британаца и 300 Американаца. Већина Грка и Јермена су били хришћани.
Према различитим научницима, пре рата, град је био центар више Грка него што је живело у Атини, главном граду Грчке. Османлије тог доба су град називале неверничком Смирном (Gavur Izmir) због бројних Грка и великог немуслиманског становништва.

## Догађаји

### Улазак турске војске
Док су последње грчке трупе евакуисале Смирну у петак 8. септембра увече, први елементи снага Мустафе Кемала, турски коњички ескадрила, ушли су у град са северног врха кеја следећег јутра, успоставивши свој штаб у главна зграда владе под називом Конак. Војну команду је прво преузео Мурсел-паша, а затим Нуредин-паша, генерал турске Прве армије.
У почетку је турска окупација града била уредна. Иако су јерменски и грчки становници са стрепњом гледали на њихов улазак, сматрали су да би присуство савезничке флоте обесхрабрило свако насиље против хришћанске заједнице. Ујутро 9. септембра, најмање двадесет један савезнички ратни брод лежао је на сидру у луци Смирне, укључујући британски водећи брод, бојне бродове  HMS Iron Duke и King George V, заједно са њиховом пратњом крстарица и разарача под командом адмирала Осмонд Брок; амерички разарачи USS Litchfield, Simpson, and Lawrence; три француске крстарице и два разарача под командом адмирала Думеснила; и италијанска крстарица и разарач. Као мера предострожности, морнари и маринци из савезничке флоте су искрцани на обалу да чувају своја дипломатска места и институције са стриктним наредбама о одржавању неутралности у случају да избије насиље између Турака и хришћана.
Од 9. септембра ред и дисциплина су почели да се руше међу турским трупама, које су почеле систематски да гађају јерменско становништво, пљачкајући њихове продавнице, пљачкајући њихове домове, одвајајући мушкарце од жена и одводећи и сексуално злостављајући ове последње. Епископа грчког православног митрополита, Хризостома, мучила је и усмртила турска руља пред очима француских војника, које је њихов командант спречио да интервенишу, и на велико одобравање адмирала Думеснила. Уточиште се тражило где год је било могуће, укључујући и Рај, где се налазила америчка четврт, и европску четврт. Неки су успели да се склоне у Амерички универзитетски институт и друге институције, упркос напорним напорима да одврате оне који траже помоћ од стране Американаца и Европљана, који су били забринути да не наруше своје односе са вођама турског националног покрета. Официр холандског пароброда Siantar који је у том периоду био у градској луци пријавио је инцидент за који је чуо, према његовим речима, након што су турске трупе ушле у град, запаљен је велики хотел у коме су били грчки гости, Турци су поставили митраљез на супротној страни од улаза у хотел и отворили ватру када су људи покушавали да изађу из запаљене зграде. Осим тога, рекао је да посади није било дозвољено да оде на пучину након сумрака јер су насилници лутали улицама града и то је било опасно.
Жртве масакра које је починила турска војска и нередовници били су и страни држављани. Дана 9. септембра, холандског трговца Оскара де Јонга и његову жену убили су турски коњици, док је у другом инциденту пензионисани британски лекар претучен на смрт у својој кући, док је покушавао да спречи силовање једне слушкиње.

### Пожар
Први пожар избио је касно поподне 13. септембра, четири дана након што су турске националистичке снаге ушле у град. Пожар је почео у јерменској четврти града (данас општина Басмане), а брзо се проширио због ветровитог времена и чињенице да није било напора да се угаси. Аутор Гајлс Милтон пише:
Једна од првих особа која је приметила избијање пожара била је госпођица Мини Милс, директорка Америчког универзитетског института за девојке. Управо је завршила са ручком када је приметила да гори једна од суседних зграда. Устала је да боље погледа и била је шокирана оним што је видела. „Својим очима сам видео како турски официр улази у кућу са малим конзервама нафте или бензина и за неколико минута кућа је била у пламену. Она није једина у институту видела избијање пожара. „Наше учитељице и девојчице су виђале Турке у редовним војничким униформама, а у неколико случајева и у официрским униформама, како користе дугачке штапове са крпама на крају које су урањали у лименку течности и носили у куће које су убрзо гореле.
Други, попут Клафлина Дејвиса из америчког Црвеног крста и господина Жубера, директора банке из Смирне, такође су били сведоци како Турци пале зграде. Када је овај питао војнике шта раде, „они су равнодушно одговорили да им је наређено да разнесу и запале све куће у околини.“ Градска ватрогасна јединица је дала све од себе да се избори са пожарима, али до среде. 13. септембра толико се постављало да није било у стању да одржи корак. Два ватрогасца из бригаде, наредник. Чорбаџис и Емануел Кацарош ће касније сведочити на суду сведочећи како су турски војници палили зграде. Када се Кацарос пожалио, један од њих је прокоментарисао: „Ви имате своја наређења... а ми имамо своја. Ово је јерменска својина. Наша наређења су да је запалимо.“ Ватра која се ширила изазвала је стампедо људи да побегну према кеју, који се протезао од западног краја града до његовог северног врха, познатог као Поинт. Капетан Артур Џепи Хепберн, начелник штаба америчке поморске ескадриле, описао је панику на кеју:
Вративши се на улицу затекао сам стампедо од пожара који је тек почео. Све избеглице које су биле раштркане по улицама или смештене у црквама и другим институцијама кретале су се према риви. Овај ток су стално повећавали они који су напуштали своје домове на путу ватре... Сада је био мрак. Кеј је већ био испуњен десетинама хиљада преплашених избеглица које су се бесциљно кретале између царинарнице и пункта, а сталан ток нових пристиглих се наставио, све док се читава обала није чинила као једна велика маса људи и пртљага сваког описа.
Врућина од пожара била је толико јака да је Хепберн била забринута да ће избеглице умрети. Ситуацију избеглица на пристаништу ујутро 14. септембра описао је британски поручник А. С. Мерил, који је веровао да су Турци подметнули ватру да би Грке држали у стању терора како би олакшали њихов одлазак:
Цело јутро видео се сјај, а затим и пламен запаљене Смирне. Стигли смо око сат времена пре зоре и призор је био неописив. Цео град је био у пламену, а лука светла као дан. Хиљаде бескућника избеглица јурило је напред-назад на ужареном кеју – паника доведена до лудила. Срцепарајући врисак жена и деце било је болно чути. У помами би се бацили у воду и неки би стигли до брода. Покушај да пристане чамац био би катастрофалан. Неколико чамаца је покушало и одмах их је зауставио махнита руља која је завијала... Гомила дуж кеја иза ватре била је тако густа и толико је очајнички покушавала да се приближи сидришту ратника да су масе у загушљивом центру није могао побећи осим морем. На срећу, дувао је морски поветарац и зид на кеју се никада није толико загрејао да би ове несрећне људе живе испекао, али врућина је морала бити страшна да се осетила на броду удаљеном 200 метара. Да би забуна била већа, ствари које су припадали овим избеглицама – су се састојале углавном од тепиха и одеће – су се запалили, стварајући ланац ломача дуж улице.
Турске трупе су оградиле кеј, да би Јермене и Грке затвориле у зону ватре и спречиле их да побегну. Извештаји очевидаца описују панично погођене избеглице које роне у воду да побегну од пламена и да се њихов ужаснути врисак могао чути километрима далеко. До 15. септембра ватра је донекле утихнула, али је спорадично насиље Турака над грчким и јерменским избеглицама одржало притисак на западну и грчку морнарицу да уклоне избеглице што је пре могуће. Пожар је потпуно угашен до 22. септембра, а 24. септембра први грчки бродови – део флотиле коју је организовао и којом је командовао амерички хуманитарац Аса Џенингс – ушли су у луку да одвезу путнике, на иницијативу капетана Хепберна и његову добио дозволу и сарадњу од турских власти и британског адмирала који је командовао разарачима у луци.

### Последице
Евакуација је била тешка упркос напорима британских и америчких морнара да одрже ред, пошто су се десетине хиљада избеглица гурале према обали. Амерички званичници покушали су да организују помоћ, на које су турски војници наводно опљачкали и касније пуцали на њих. На кеју су турски војници и нередовници повремено пљачкали грчке избеглице, тукли неке и хапсећи друге који су пружали отпор. Иако је било неколико извештаја о добро понашаним турским трупама које су помагале старим женама и покушавале да одрже ред међу избеглицама, њих је знатно већи број оних који описују окрутност, непрекидну пљачку и насиље.
Покушаји Американаца и Британаца да заштите Грке од Турака нису донели много користи, јер је ватра узела ужасне последице. Неки фрустрирани и преплашени Грци одузели су себи животе, бацили се у воду са стварима на леђима, деца су гажена, а многи старији су се онесвестили или умрли. Јермени у граду су такође тешко страдали, а према капетану Хепберну, „сваки војно способан Јерменин је прогоњен и убијен где год је пронађен, а у убијању су учествовали чак и дечаци од 12 до 15 година.“
Пожар је потпуно уништио грчку, јерменску и левантинску четврт града, а преживеле су само турске и јеврејске. Успешна лука Смирна, једна од комерцијално најактивнијих у региону, изгорела је до темеља. Око 150.000–200.000 грчких избеглица је евакуисано, док је око 30.000 војно способних мушкараца и Грка и Јермена депортовано у унутрашњост, од којих су многи умрли у тешким условима или успут погубљени. 3000-годишње грчко присуство на обали Егејског мора у Анадолији је нагло прекинуто, заједно са Мегали идејом. Грчки писац Димитрис Пентзопоулос је написао: „Није претеривање назвати годину ’1922’ најпогубнијом у модерној хеленској историји.“

## Одговорност
Питање ко је одговоран за почетак спаљивања Смирне и даље се расправља, а турски извори углавном приписују одговорност Грцима или Јерменима, и обрнуто. Други извори, с друге стране, сугеришу да је, у најмању руку, турска неактивност одиграла значајну улогу у догађају.
Објављено је више студија о пожару у Смирни. Професорка књижевности Марџори Хаузпијан Добкин из 1971. у студији Смирна 1922. закључила је да је турска војска систематски палила град и убијала хришћанске грчке и јерменске становнике. Њен рад се заснива на опсежним сведочењима очевидаца преживелих, савезничких трупа послатих у Смирну током евакуације, страних дипломата, хуманитарних радника и турских очевидаца. Студија историчара Најла Фергусона долази до истог закључка. Историчар Ричард Клог категорички наводи да су ватру запалили Турци након што су заузели град. У својој књизи Изгубљени рај: Смирна 1922 Џајлс Милтон се бави питањем Смирнске ватре кроз оригинални материјал (интервјуе, необјављена писма и дневници) из левантинских породица из Смирне, које су углавном биле британског порекла. Закључак аутора је да су ватру подметнули турски војници и официри, највероватније по директном наређењу. Британски научник Мајкл Луелин-Смит, пишући о грчкој администрацији у Малој Азији, такође је закључио да су ватру „вероватно запалили“ Турци, на шта указује оно што је он назвао „какви докази постоје“.
Историчар са Станфорда Норман Најмарк оценио је доказе о одговорности за пожар. Он се слаже са ставом америчког поручника Мерила да је било у турском интересу терорисати Грке да напусте Смирну са пожаром, и указује на „чудну“ чињеницу да је турска четврт била поштеђена ватре као фактор који указује на турску одговорност. Он, међутим, истиче да за то нема „чврстих и суштинских доказа“ и да се може тврдити да је паљење града било против турских интереса и да је било непотребно. Такође сугерише да одговорност може пасти на Грцима и Јерменима јер су „имали своје добре разлоге“, указујући на „грчку историју повлачења“ и „јерменски напад првог дана окупације“. Грчки писац Елиас Венезис, у својој књизи Број 31328, наводи да је Измир спаљен из јерменске четврти од „непријатеља“ који је отишао; иако је ова књига мемоарска, у каснијим верзијама реч „непријатељ“ је промењена у „непријатељ“ „грчки“. Међутим, грчка војска је отишла из Смирне 9. септембра 1922, када је Мустафа Кемал Ататурк са својом војском ушао у град, док је пожар почео четири дана касније, 13. септембра 1922.
Хортона и Хоусепиана критикују Хит Ловри и Џастин Мекарти, који тврде да је Хортон имао велике предрасуде и да Хоусепиан изузетно селективно користи изворе. Ловри и Мекарти су били чланови сада угашеног Института за турске студије и заузврат су били оштро критиковани од стране других научника због њиховог порицања геноцида над Јерменима, а Мекартија је описао Мајкл Мана као да је на "турској страни дебате."
Турски писац и новинар Фалих Рифки Атај, који је у то време боравио у Смирни, и турски професор Бирај Колуоглу Кирли сложили су се да су турске националистичке снаге одговорне за уништење Смирне 1922. У скорије време, један број несавремених научника, историчара су додали историју догађаја поновним разматрањем савремених комуникација и историје. Лејла Нејзи, у свом раду о усменој историји пожара, прави разлику између турског националистичког дискурса и локалних наратива. У локалним наративима, она указује на то да се турске снаге сматрају одговорним што барем нису покушале да ефикасно угасе ватру, или, повремено, сматрају одговорним за сам пожар.

## Жртве и избеглице
Број жртава у пожару није прецизно познат, а процењује се да је погинуло до 125.000 Грка и Јермена. Амерички историчар Норман Најмарк наводи цифру од 10.000–15.000 мртвих, док историчар Ричард Клог износи цифру од 30.000. Веће процене укључују ону Џона Фрилија са 50.000 и Рудолфа Румела са 100.000.
Помоћ градском становништву од стране бродова хеленске морнарице била је ограничена, пошто је избила револуција 11. септембра 1922, а највећи део грчке војске био је концентрисан на острвима Хиос и Лезбос, планирајући да збаци ројалистичку владу Атине.
Иако су у луци Смирна били бројни бродови разних савезничких сила, велика већина њих је навела неутралност и није покупила Грке и Јермене који су били приморани да беже од ватре и турских трупа које су поново заузеле град након пораза грчке војске. Војни бендови су свирали гласну музику да пригуше вриску оних који су се давили у луци и који су били насилно спречени да се укрцају на савезничке бродове. Јапански теретњак је бацио сав свој терет и преузео што је могуће више избеглица, одвезавши их у грчку луку Пиреј.
Многе избеглице су спашене путем импровизоване флотиле помоћи коју је организовао амерички мисионар Аса Џенингс. Други научници дају другачији приказ догађаја; они тврде да су Турци прво забранили страним бродовима у луци да покупе преживеле, али су, под притиском посебно Британије, Француске и Сједињених Држава, дозволили спасавање свих хришћана осим мушкараца од 17 до 45 година. Потоњег су намеравали да депортују у унутрашњост, што је „сматрано као кратка доживотна робија у ропству под бруталним господарима, окончана мистериозном смрћу“.
Број избеглица се мења према извору. Неке савремене новине тврде да је било 400.000 грчких и јерменских избеглица из Смирне и околине којима је помоћ Црвеног крста стигла одмах након разарања града. Стјуарт Метју наводи да је било 250.000 избеглица који су сви били нетурци. Најмарк наводи цифру од 150.000–200.000 евакуисаних грчких избеглица. Едвард Хејл Бирштат и Хелен Дејвидсон Крејтон кажу да је било најмање 50.000 грчких и јерменских избеглица. Неки савремени извештаји такође сугеришу исти број.
Број грчких и јерменских мушкараца депортованих у унутрашњост Анадолије и број последичних смрти варира у зависности од извора. Најмарк пише да је тамо депортовано 30.000 мушкараца Грка и Јермена, где је већина њих умрла у бруталним условима. Димитрије Ђорђевић наводи да је број депортованих 25.000, а број умрлих у радним батаљонима на 10.000. Давид Абулафиа наводи да је најмање 100.000 Грка насилно послато у унутрашњост Анадолије, где је већина њих умрла.
Аристотел Оназис, који је рођен у Смирни и који је касније постао један од најбогатијих људи на свету, био је један од преживелих Грка. Различите биографије његовог живота документују аспекте његових искустава током катастрофе у Смирни. Његова животна искуства приказана су у ТВ филму под називом Оназис, најбогатији човек на свету.
Током катастрофе у Смирни, породица Оназис изгубила је значајну имовину, која је или одузета или дата Турцима као мито да би обезбедила своју безбедност и слободу. Постали су избеглице, побегавши у Грчку после пожара. Међутим, Аристотел Оназис је остао да спасе свог оца, који је био смештен у турски концентрациони логор. Био је успешан у спасавању живота свог оца. Током овог периода умрла су три његова ујака. Изгубио је и тетку, њеног мужа Хризостома Конијалидиса и њихову ћерку, које су изгореле када су турски војници запалили цркву у Тијатири, где је 500 хришћана нашло уточиште да би избегли турске војнике и спаљивање Смирне.

## Последице
Цео град је претрпео значајну штету на својој инфраструктури. Језгро града је буквално морало да се обнови из пепела. Данас, 40 хектара бившег пожаришта је огроман парк под називом Културпарк који служи као највећи турски изложбени центар на отвореном, укључујући и Међународни сајам у Измиру, између осталог.
Према првом попису становништва у Турској након рата, укупан број становника града 1927. године износио је 184.254, од којих су 162.144 (88%) били муслимани, а остатак је износио 22.110.

## Култура и уметност
Путопис Роберта Бајрона Европа у огледалу (1926) садржи извештај очевидаца, који кривицу за пожар ставља на Турке. „На кеју у Смирни“ (1930) је кратка прича коју је Ернест Хемингвеј објавио у оквиру збирке прича In Our Time где алудира на ватру Смирне.
Роман Ерика Амблера The Mask of Dimitrios (1939) детаљно описује догађаје у Смирни на почетку трећег поглавља.
Део романа The Titan(1985) Фреда Мустарда Стјуарта дешава се током спаљивања Смирне.
Роман Middlesex (2002) Американца Џефрија Еугенидеса почиње спаљивањем Смирне.